# Linda Olofsson
Linda Susanne Olofsson (Piteå, Suecia, 29 de agosto de 1972) es un nadadora retirada especializada en pruebas de estilo libre. Fue campeona de Europa en la prueba de 50 metros libres durante el Campeonato Europeo de Natación de 1995.
Representó a Suecia en los Juegos Olímpicos de Atlanta 1996 y Barcelona 1992.

## Palmarés internacional
| Campeonato Mundial de Natación en Piscina Corta | Campeonato Mundial de Natación en Piscina Corta | Campeonato Mundial de Natación en Piscina Corta | Campeonato Mundial de Natación en Piscina Corta |
| Año                                             | Lugar                                           | Medalla                                         | Prueba                                          |
| ----------------------------------------------- | ----------------------------------------------- | ----------------------------------------------- | ----------------------------------------------- |
| 1993                                            | Palma de Mallorca ( España)                     | Medalla de bronce                               | 50 m libre                                      |
| 1993                                            | Palma de Mallorca ( España)                     | Medalla de plata                                | 4 × 100 m libres                                |
| 1995                                            | Río de Janeiro ( Brasil)                        | Medalla de plata                                | 4 × 100 m libres                                |
| Campeonato Europeo de Natación                  |                                                 |                                                 |                                                 |
| Año                                             | Lugar                                           | Medalla                                         | Prueba                                          |
| 1993                                            | Sheffield ( Reino Unido)                        | Medalla de plata                                | 50 m libres                                     |
| 1993                                            | Sheffield ( Reino Unido)                        | Medalla de plata                                | 4 × 100 m libres                                |
| 1995                                            | Viena ( Austria)                                | Medalla de oro                                  | 50 m libres                                     |
| 1995                                            | Viena ( Austria)                                | Medalla de plata                                | 4 × 100 m libres                                |